# Cana (Roccalbegna)
Cana è una frazione del comune italiano di Roccalbegna, nella provincia di Grosseto, in Toscana.
Il paese di Cana è situato a circa 10 km a ovest del comune capoluogo.

## Storia
Il paese sorse in epoca medievale su una collina che domina in parte la valle del torrente Trasubbie e in parte la valle dell'Albegna. Nel corso del XIII secolo venne controllato prima dagli Aldobrandeschi, che vi costruirono la rocca, e poi dalla famiglia senese dei Tolomei.
Alla fine del XIV secolo il centro entrò a far parte della Repubblica di Siena. Un secolo più tardi fu approvato uno statuto autonomo per la popolazione che rimase in vigore anche dopo l'annessione al Granducato di Toscana a metà del XVI secolo; la sua abrogazione avvenne soltanto sul finire del XVIII secolo, quando il paese di Cana fu inglobato nel territorio comunale di Cinigiano, prima di passare definitivamente in quello di Roccalbegna.

## Monumenti e luoghi d'interesse

### Architetture religiose
- Chiesa di San Martino, chiesa parrocchiale della frazione, è ricordata nel 1276. È stata ricostruita quasi completamente nel corso del XX secolo in stile moderno, fatta eccezione per la torre campanaria.

- Chiesa della Madonna del Conforto, edificata in epoca rinascimentale come cappella rurale fuori dall'abitato, è preceduta da un portico posticcio; in passato conservava anche un dipinto cinquecentesco raffigurante la Vergine del Conforto che in seguito venne posto nella moderna chiesa parrocchiale all'interno del paese.

### Architetture civili
- Cisterna medicea, pregevole cisterna realizzata agli inizi del XVII secolo, raccoglieva l'acqua piovana da distribuire agli abitanti del paese.

### Architetture militari
- Rocca aldobrandesca, antico complesso fortificato medievale che compone il nucleo storico del paese, era denominato anche Rocca al Cane. Ne rimangono il fortilizio, il Palazzo della Giustizia e la Casa del Gran Cane, un tempo sede del palazzo civico.

- Mura di Cana, struttura difensiva di epoca medievale. Ne rimangono alcuni tratti.

- Fattoria fortificata del Castagnolo, situata in località Castagnolo, con la sua misteriosa "Buca di Pietro Pinca", è un esempio di primitivo castello anno 1000 trasformato in fattoria con granaio ipogeo tipico toscano e chiesa rurale intitolata a San Pellegrino con tracce di antico cimitero ad essa annesso.

## Società

### Evoluzione demografica
Quella che segue è l'evoluzione demografica della frazione di Cana. Sono indicati gli abitanti dell'intera frazione e dove è possibile è messa tra parentesi la cifra riferita al solo capoluogo di frazione.
Dal 1991 sono contati da Istat solamente gli abitanti del centro abitato, non della frazione.
| Anno | Abitanti | Abitanti       |
| Anno | Frazione | Centro abitato |
| ---- | -------- | -------------- |
| 1640 | 462      | -              |
| 1745 | 306      | -              |
| 1833 | 542      | -              |
| 1845 | 614      | -              |
| 1921 | 1 111    | -              |
| 1931 | 1 119    | -              |
| 1961 | 751      | 574            |
| 1981 | 444      | 336            |
| 1991 | -        | 256            |
| 2001 | -        | 225            |
| 2011 | -        | 263            |

## Galleria d'immagini

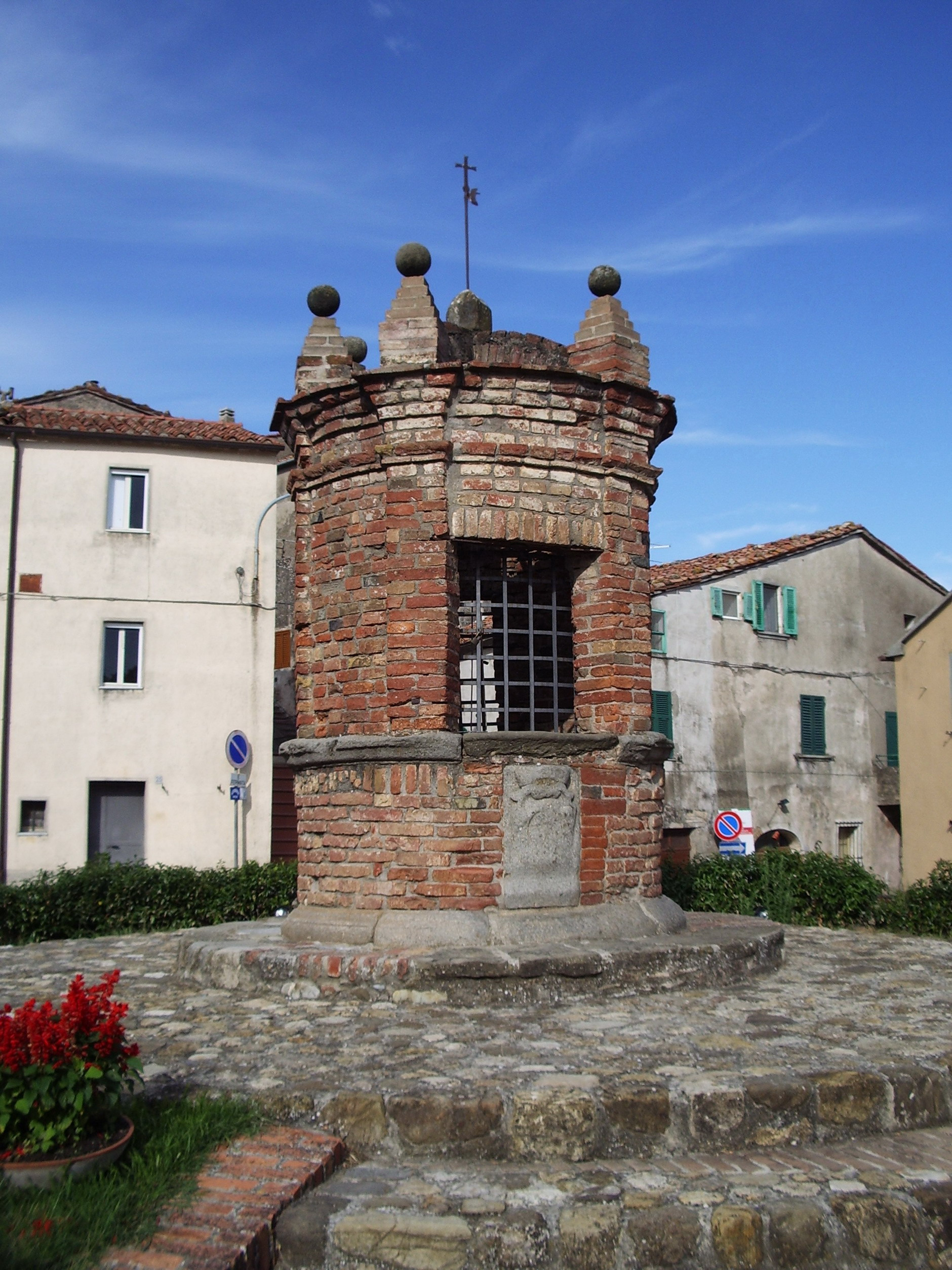
La cisterna medicea
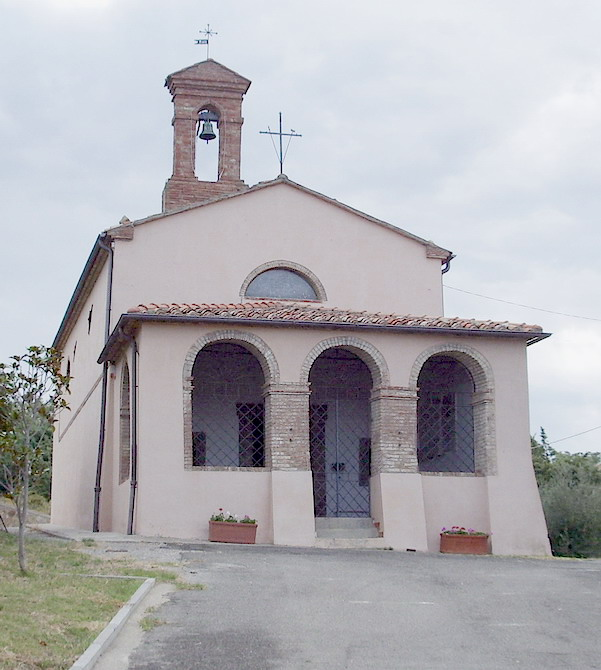
La cappella della Madonna del Conforto (XV secolo)
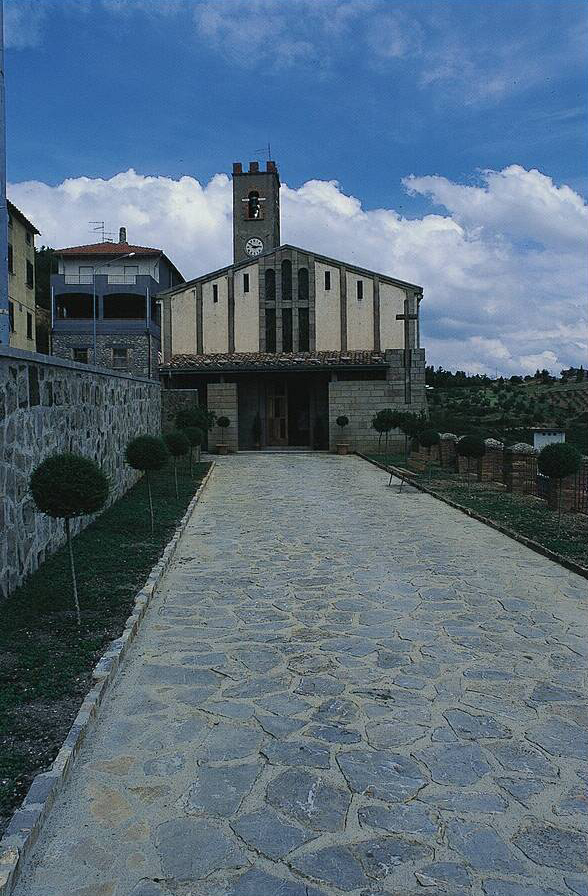
La chiesa di San Martino (XX secolo)
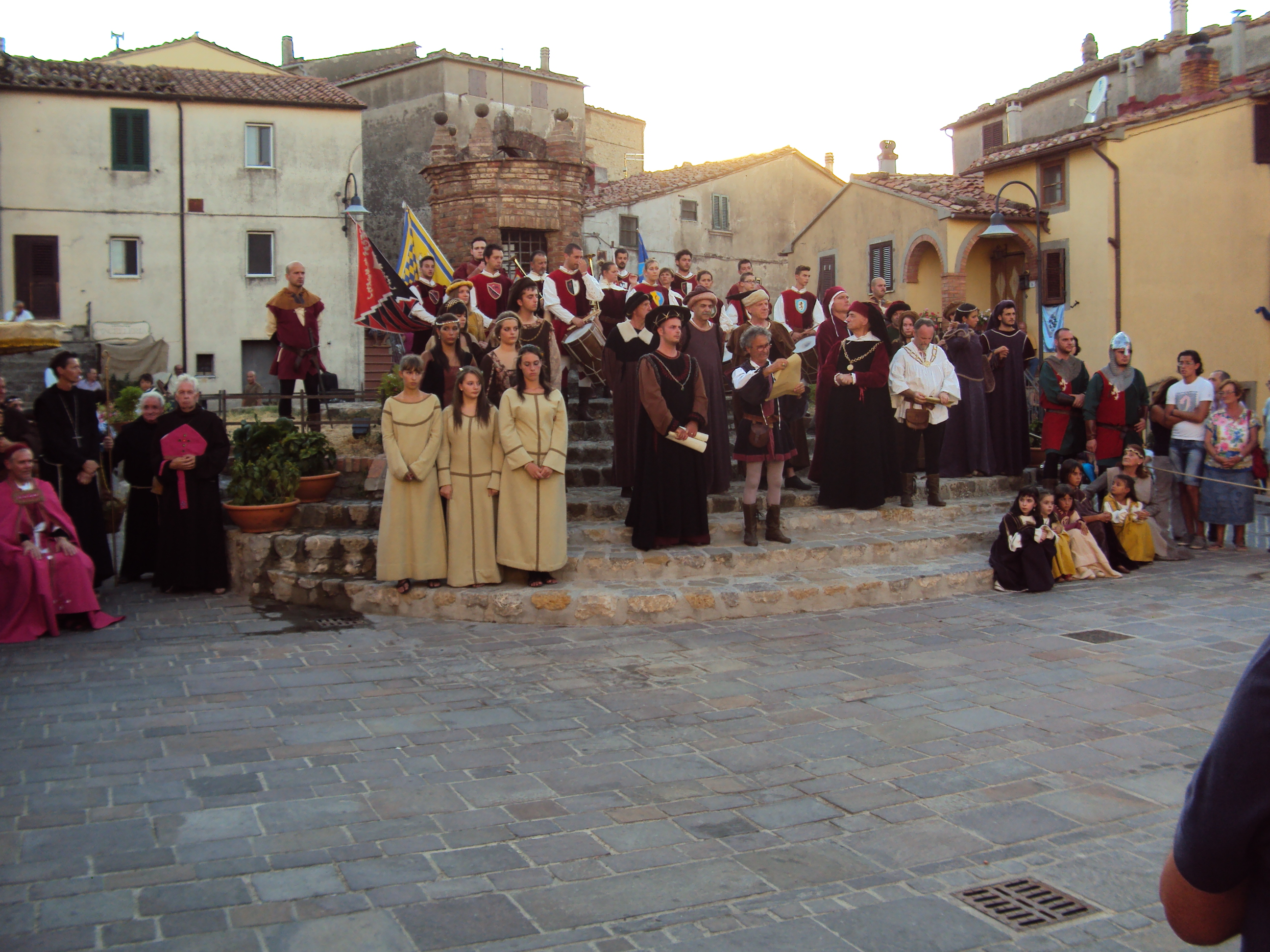
Festa medievale in paese